# Twenty Four Seven
Twenty Four Seven ist das am 28. Oktober 1999 bei Parlophone/Virgin Records erschienene neunte und letzte Studioalbum von Tina Turner. Das Album erreichte Platz 1 in der Schweiz, Platz 3 in Deutschland und Platz 5 in Österreich.

## Geschichte
Das Album entstand in Zusammenarbeit mit prominenten Autoren. So stammt I Will Be There von den Bee Gees, Barry, Robin und Maurice Gibb. Das Kernthema des Albums ist „Überleben“.

## Kritiken
Mark Morgenstein von Allmusic schrieb, Turner sorge bei Mariah Carey oder Céline Dion für „Scham“, aber die Hochglanzproduktion mindere die Leidenschaft: “...the famous Turner passion is often submerged in glossy production that virtually defines ‘adult contemporary’”.

## Sonstiges
Das Intro des Songs Twenty Four Seven diente als Titelmelodie für die Satiresendung Die Mathias Richling Show von Mathias Richling im SWR Fernsehen.

## Titelliste
| #   | Titel                        | Länge |
| --- | ---------------------------- | ----- |
| 1.  | Whatever You Need            | 4:49  |
| 2.  | All the Woman                | 4:03  |
| 3.  | When the Heartache Is Over   | 3:44  |
| 4.  | Absolutely Nothing’s Changed | 3:43  |
| 5.  | Talk to My Heart             | 5:09  |
| 6.  | Don’t Leave Me This Way      | 4:19  |
| 7.  | Go Ahead                     | 4:20  |
| 8.  | Without You                  | 4:06  |
| 9.  | Falling                      | 4:21  |
| 10. | I Will Be There              | 4:37  |
| 11. | Twenty Four Seven            | 3:47  |

## Kommerzieller Erfolg

### Chartplatzierungen
| ChartsChartplatzierungen       | Höchstplatzierung | Wochen |
| ------------------------------ | ----------------- | ------ |
| Deutschland (GfK)              | 3 (31 Wo.)        | 31     |
| Österreich (Ö3)                | 5 (13 Wo.)        | 13     |
| Schweiz (IFPI)                 | 1 (22 Wo.)        | 22     |
| Vereinigte Staaten (Billboard) | 21 (16 Wo.)       | 16     |
| Vereinigtes Königreich (OCC)   | 9 (21 Wo.)        | 21     |

| ChartsJahrescharts (1999)    | Platzierung |
| ---------------------------- | ----------- |
| Deutschland (GfK)            | 70          |
| Schweiz (IFPI)               | 50          |
| Vereinigtes Königreich (OCC) | 49          |

| ChartsJahrescharts (2000) | Platzierung |
| ------------------------- | ----------- |
| Deutschland (GfK)         | 79          |
| Schweiz (IFPI)            | 53          |

### Auszeichnungen für Musikverkäufe
| Land/Region                  | Auszeichnungen für Musikverkäufe (Land/Region, Auszeichnung, Verkäufe) | Verkäufe    |
| ---------------------------- | ---------------------------------------------------------------------- | ----------- |
| Belgien (BRMA)               | Gold                                                                   | 25.000      |
| Deutschland (BVMI)           | 3× Gold                                                                | 450.000     |
| Europa (IFPI)                | Platin                                                                 | (1.000.000) |
| Finnland (IFPI)              | —                                                                      | 12.047      |
| Frankreich (SNEP)            | Gold                                                                   | 100.000     |
| Kanada (MC)                  | Gold                                                                   | 50.000      |
| Norwegen (IFPI)              | Platin                                                                 | 50.000      |
| Österreich (IFPI)            | Gold                                                                   | 25.000      |
| Schweden (IFPI)              | Platin                                                                 | 80.000      |
| Schweiz (IFPI)               | Platin                                                                 | 50.000      |
| Spanien (Promusicae)         | Gold                                                                   | 50.000      |
| Vereinigte Staaten (RIAA)    | Gold                                                                   | 517.000     |
| Vereinigtes Königreich (BPI) | Platin                                                                 | 300.000     |
| Insgesamt                    | 7× Gold · 6× Platin ·                                                  | 1.659.047   |

Hauptartikel: Tina Turner/Auszeichnungen für Musikverkäufe